# Sanrio
A Sanrio Company, Ltd. (株式会社サンリオ, Kabushikigaisha Sanrio) é uma empresa japonesa que projeta, licencia e produz produtos com foco no segmento kawaii ("fofo") da cultura popular japonesa. Seus produtos incluem artigos de papelaria, material escolar, presentes e acessórios que são vendidos em todo o mundo, inclusive em lojas de varejo de marcas especializadas no Japão. A personagem mais conhecida da Sanrio é a Hello Kitty, uma gatinha de desenho animado e uma das marcas de marketing mais bem sucedidas do mundo.

Além de vender produtos de personagens, a Sanrio participa da produção e edição de filmes. Eles possuem os direitos dos personagens Mr. Men e os direitos de licenciamento japonês dos personagens Peanuts. Seu ramo de animatrônicos, chamado Kokoro Company, Ltd. (kokoro sendo japonês para 'coração') é mais conhecido pelo andróide Actroid. A empresa também administra uma franquia da KFC na província de Saitama.

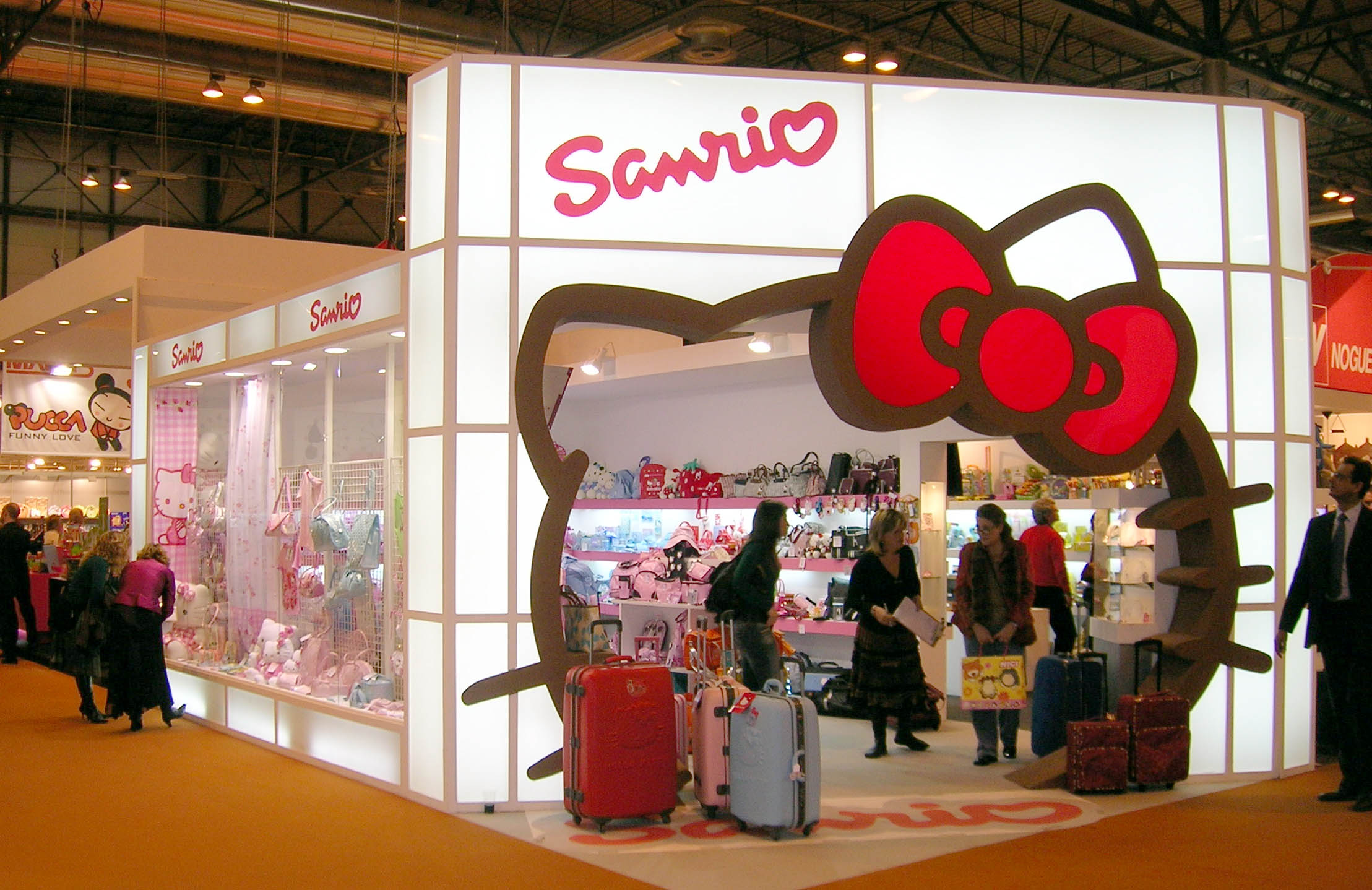
Stand da "Noguera y Vintró", concessionária espanhola da Sanrio numa exposição em Madri, 2006.

## Personagens
A Sanrio criou um grande número de personagens, sendo a mais conhecida Hello Kitty. Outros personagens bem conhecidos incluem My Melody, Keroppi, Badtz-Maru, Cinnamoroll, Jewelpet, Gudetama e Aggretsuko.